# Вілламетт (метеорит)
Вілла́метт (англ. Willamette) — залізо-нікелевий метеорит, найбільший зі знайдених у США, шостий за розміром у світі. Знайдений у долині річки Вілламетт, штат Орегон 1902 року.
Вага 15,5 тонн.
Місце зберігання — Американський музей природознавства, Нью-Йорк.

## Історія

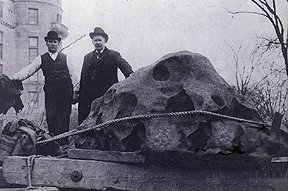
Метеорит Вілламетт під час перевезення

Метеорит упав на Землю багато тисяч років тому. На місці виявлення метеорита ударного кратера не знайдено. Вважається, що метеорит був переміщений природним чином наприкінці останнього льодовикового періоду (близько 13 тисяч років тому). Метеорит виявлений індіанцями, які боготворили камінь і називали його Томановос («Гість із Місяця» або «Небесний Прибулець»).
З 1906 року метеорит перебуває в Нью-Йорку, у музеї природознавства. За угодою, що була укладена 2000 року між Музеєм та Організацією об'єднаних племен Великої ронди, один раз на рік індіанцям дозволено проводити навколо метеорита свою церемонію, під час якої, зокрема, метеорит омивають чаєм із шипшини.